# Kościół Najświętszego Imienia Maryi w Laskowej
Kościół Najświętszego Imienia Maryi w Laskowej – murowana świątynia rzymskokatolicka we wsi Laskowa w powiecie limanowskim, pełniąca funkcję kościoła parafialnego parafii pod wezwaniem Najświętszego Imienia Maryi.

## Historia
Pierwsza świątynia wzniesiona w Laskowej po wydzieleniu samodzielnego duszpasterstwa z parafii w Łososinie Górnej była skromną drewnianą kaplicą, w której ołtarzu umieszczono obraz Matki Bożej Niepokalanej, przeniesiony z tutejszego dworu.
W latach 1925–1934, po erygowaniu parafii, wzniesiono obecny kościół. Autorem projektu był Wacław Wiktor.

## Architektura
Jest to budynek w stylu eklektycznym, wykonany z kamienia i otynkowany, przykryty blachą. Wzniesiono go w układzie bazylikowym. Posiada trzy nawy i dwie kaplice boczne. Od frontu posiada kwadratową wieżę, nakrytą neogotyckim dachem.

## Wnętrze
Wnętrza kościoła są sklepione. Zdobi je polichromia figuralna, namalowana w 1966 przez Zofię Madwecką i Zofię Stawowiak.

### Ołtarze
ołtarz głównyzaprojektowany przez Antoniego Mazura, wykonany został w 1961. W jego centrum znajduje się XVIII-wieczny obraz Matka Boża Niepokalana, przeniesiony do kościoła z dworskiej kaplicy. Ołtarz zdobią płaskorzeźby Duch Święty i Dwunastu Apostołów, autorstwa Wojciecha Gryniewicza.
ołtarze bocznejeden z ołtarzy pochodzi z XVIII wieku jest to ołtarz  z obrazem Matki Bożej Szkaplarznej zasuwany obrazme św. Józefa, po bokach figury ś.ś. Antoniego Padewskiego i Franciszka z Asyżu, drugi na jego wzór wykonał Stanisław Augustyn – rzemieślnik z Jaworznej. W jego centrum figura Serca Jezusowego zasuwana obrazem Jezu Ufam Tobie, po bokach figury ś.ś. Kingi i  Katarzyny. Starszy ołtarz, zdekompletowany, przeniesiony został z kościoła w Łososinie Górnej.

### Wyposażenie
Większość drewnianych elementów wyposażenie kościoła wykonał Stanisław Augustyn.